# Eiliv Arnesen Korte
Eiliv Arnesen Korte, död 1332, var en norsk ärkebiskop av Nidaros stift.
Eiliv Arnesen Korte utvecklade en livlig verksamhet och genomförde på provinskoncilierna 1313, 1320 och 1327 en mängd viktiga, kyrkliga lagbestämmelser. Efter Håkon Magnussons död 1319 fick Eiliv ett betydande politiskt inflytande men råkade snart i konflikt med de världsliga stormän, som hade ledningen i Norge under Magnus Erikssons omyndighet.